# Hans-Karl Freiherr von Esebeck
Hans-Karl Freiherr von Esebeck (10 de julio de 1892-5 de enero de 1955) fue un general alemán que comandó la 15.ª División Panzer en el Afrika Korps.
Esebeck tenía conocimiento y simpatizaba con la conspiración anti-Hitler en el ejército. Fue arrestado el 21 de julio de 1944 y pasó el resto de la guerra en campos de concentración. Liberado al final de la guerra vivió el resto de su vida en la pobreza y murió el 5 de enero de 1955.

## Condecoraciones
- Cruz de Caballero de la Cruz de Hierro el 4 de julio de 1940 como Oberst y comandante de la 6. Schützen-Brigade[2]